# War - La guerra desiderata
War - La guerra desiderata è un film italiano del 2022 diretto da Gianni Zanasi.

## Trama
In una sera d'estate si svolge in un uliveto una festa in cui giovani italiani e spagnoli fanno uso di droghe e alcolici. Quando gli spagnoli fanno dei gavettoni ad alcune ragazze italiane, queste reagiscono indispettite scatenando un’escalation che termina con un colpo di pistola esploso da uno dei ragazzi italiani, che uccide accidentalmente una ragazza. In seguito a ciò, sei giovani spagnoli vengono arrestati e incarcerati, cosa che provoca vivissime rimostranze del loro governo. Il governo italiano tiene il punto, dividendo l'opinione pubblica tra chi plaude alla linea della fermezza e chi vorrebbe un atteggiamento più morbido.
In quei giorni, Tom, si sottopone a un colloquio con la psicoterapeuta Lea per riottenere la patente, che gli è stata ritirata per guida sotto l'effetto di stupefacenti. Tom è un laureato in lingue romanze che fa l'allevatore di vongole per portare avanti l'attività di suo fratello entrato in coma, mentre Lea è la figlia dell'ex generale Attilio Benedetti, al momento viceministro della difesa, che ha rotto col padre da molto tempo. Alla festa per la promozione del fratello Lucio, pilota di caccia, Lea è avvicinata da Grégoire, un agente segreto francese che la esorta a rivolgersi a lui per scongiurare il rischio di una guerra, dato che nella crisi in corso la Francia sta prendendo le parti della Spagna. Lea non risponde, ma elude anche la presa in consegna da parte militari italiani che vorrebbero proteggerla in quanto figlia del viceministro. Insieme con diversi suoi amici architetta un piano per prendere in ostaggio suo padre cercando di guadagnare tempo. 
Tom intanto pensa esclusivamente alla sua attività economica e al concorso che spera di vincere per riuscire a pagare i suoi debiti. Siccome alla carta che le ha consegnato Lea manca un timbro decisivo, la contatta; la giovane psicologa gli chiede in cambio che l'aiuti a passare attraverso le pattuglie di soldati che sorvegliano l'aeroporto, dato che le forze armate sono sempre più mobilitate. Mentre cammina per una strada di Roma col suo campionario, Tom è aggredito da un gruppo di tifosi romanisti che lo picchiano. Derubato e malmenato, Tom si ferma al bar del suo amico Mauro, di idee nazionaliste, che lo invita a entrare nel gruppo paramilitare che sta organizzando di concerto con il maggiore Adriano Colletti per mantenere l'ordine pubblico nell'Urbe. Tom, benché non abbia fatto nemmeno il servizio militare, accetta per riconoscenza verso Mauro e per la brutta esperienza subita.
Lea e i suoi amici mettono in atto il loro piano: Lea manda al padre un invito a vedersi in un centro benessere dove ha intenzione di regalargli un trattamento benefico per il suo mal di schiena. Attilio accetta nella speranza di rappacificarsi con sua figlia, ma quando entra nel bagno turco vi viene chiuso dentro. Nel frattempo Tom pattuglia le strade cittadine col gruppo di Mauro, combattuto tra sentimenti contrastanti. Riceve una telefonata di Lea e la rincontra, mettendola in guardia sul fatto che è considerata una persona contraria alla linea politica del governo. Mentre la situazione geopolitica va deteriorandosi sempre più Lea va alla base militare dove è di stanza il fratello e, dopo aver cercato invano un dialogo con lui, cerca d'impedirgli di decollare correndo a piedi verso il suo aereo mentre è sulla pista, e per un soffio non viene investita. Tom ha l'occasione di comportarsi eroicamente salvando, durante una sparatoria con dei criminali in una strada di Roma, una bambina che era rimasta separata dalla madre; l'esaltazione per la sua impresa viene però smorzata quando, incontrandosi ancora con Lea, ne provoca involontariamente l'arresto da parte dei propri commilitoni. Vede poi Mauro che maltratta un prigioniero di colore e minaccia di dargli fuoco, per poi abbracciarlo tra le lacrime; l'indomani però Mauro commette veramente un omicidio quando spara a un giovane paramilitare che gli ha fatto un gioco di parole che non ha apprezzato. A quel punto Tom decide di far evadere Lea, andandosene con lei nel luogo dove Attilio Benedetti è tenuto prigioniero. Quest'ultimo dice alla figlia di aver capito tutto il suo piano e di approvarlo nella sostanza, se può servire a impedire una guerra decisa da "politici idioti". Accetta quindi di essere consegnato ai francesi, per rivelare loro i codici degli aerei italiani affinché questi non possano decollare. 
Quando Grégoire prende in consegna Attilio, deve confessare a Lea che in realtà il fatto di evitare il conflitto non è in suo potere. Mentre passeggiano per il centro di Roma, Tom e Lea apprendono dalla televisione che due caccia italiani sono stati abbattuti, mentre la popolazione viene presa dal panico. Rifugiatisi in un ristorante vuoto, si baciano mentre un carro armato punta nella loro direzione.

## Distribuzione
Il film fu presentato il 17 ottobre 2022 fuori concorso alla Festa del Cinema di Roma 2022 e fu distribuito nelle sale cinematografiche italiane il 10 novembre 2022 da Vision Distribution.

## Accoglienza

### Incassi
Il film incassò 84 222 euro in 228 sale nel primo fine settimana di programmazione in Italia, al decimo posto tra i film in distribuzione.

### Critica
All'uscita le critiche sono state contrastanti. L'originalità del soggetto, e gli spunti di riflessione che può sucitare nel pubblico, sono stati per lo più lodati, ma al regista sono state anche contestate un'eccessiva lunghezza e una resa farraginosa della sceneggiatura. Le interpretazioni dei due protagonisti Edoardo Leo e Miriam Leone sono state comunque apprezzate, come anche quella di Giuseppe Battiston.